# Connect:Direct
Connect:Direct, originariamente noto come Network Data Mover (NDM), è un prodotto software sviluppato per il trasferimento dei file tra mainframe e server. Nato come prodotto per il mondo mainframe, a cui man mano sono state aggiunte altre piattaforme, facendo così crescere il prodotto, venne ribattezzato Connect:Direct nel 1993 a seguito dell'acquisizione di Systems Center, Inc. da parte di Sterling Software.
Tradizionalmente Connect:Direct utilizza il protocollo SNA tramite linee private e dedicate tra le parti che condividono i dati.
Nei primi anni '90 è stato aggiunto il supporto al protocollo TCP/IP. Il principale vantaggio rispetto all'FTP è che offre maggiori controlli in termini di affidabilità.
Connect:Direct è usato pesantemente all'interno del settore dei servizi finanziari, agenzie governative e altre organizzazioni di grandi dimensioni che hanno un numero maggiore di mainframe e server Linux e Windows.
In termini di velocità Connect:Direct è leggermente più veloce dell'FTP, raggiungendo la velocità massima che il collegamento può supportare. Se la CPU è abbastanza potente Connect:Direct dispone di vari metodi di compressione che possono migliorare notevolmente la trasmissione.
Connect:Direct, da solo, non è un sistema sicuro di trasferimento file, per questo viene offerto un prodotto aggiuntivo, Connect:Direct Secure+, in questo modo i dati possono essere crittografati in SSL, TLS e STS.
Le modalità di trasferimento di Connect:Direct sono due: la modalità binaria (dove non si verifica nessuna transcodifica) e la modalità ASCII/EBCDIC (in quanto i normali server utilizzano la codifica ASCII mentre i mainframe utilizzano la codifica EBCDIC).